# Pitcairnia poortmanii
Pitcairnia poortmanii är en gräsväxtart som beskrevs av Éduard-François André. Pitcairnia poortmanii ingår i släktet Pitcairnia och familjen Bromeliaceae. Inga underarter finns listade i Catalogue of Life.